# حریق خزان
حریق خزان آلبوم موسیقی ایرانی با آهنگسازی مهیار علیزاده و با صدای علیرضا قربانی است که در پاییز سال ۱۳۹۱  منتشر شده‌است. اشعار این آلبوم از سروده‌های فریدون مشیری، هوشنگ ابتهاج و سهراب سپهری هستند.
این آلبوم پس از انتشار جزو پرفروش‌ترین آلبوم‌های سال ۱۳۹۱ قرار گرفت،.

## نوازندگان
- ابوا: بهتاش ابوالقاسم
- کلارینت: سهیل پیغمبری
- کلارینت: سحر ابراهیمی
- فاگوت: امیر حسین محمدیان
- تنبک: حمید قنبری
- پیانو: بهنام ابوالقاسم
- کمانچه: نوید مصطفی‌پور
- ویولن: سامان صمیمی
- ویولن: محمدرضا کریمی
- ویولنسل: مونا ربیعی
- ویولنسل: کریم قربانی
- کنترباس: رضا فرهادی
- همخوان: شیرین فاطمی
- همخوان: ملودی پازوکی
- همخوان: لیلا ظهیرالدینی
- همخوان: عماد عمار

## قطعات
| شماره      | نام              | سراینده      | مدت   |
| ---------- | ---------------- | ------------ | ----- |
| ۱.         | «حریق خزان»      | فریدون مشیری | ۰۵:۲۷ |
| ۲.         | «ارغوان»         | هوشنگ ابتهاج | ۰۵:۰۴ |
| ۳.         | «آواز بی‌قرار»    | هوشنگ ابتهاج | ۰۸:۳۶ |
| ۴.         | «آخرین جرعهٔ جام» | فریدون مشیری | ۴:۳۶  |
| ۵.         | «خاطرات»         |              | ۳:۵۸  |
| ۶.         | «دلی در آتش»     | هوشنگ ابتهاج | ۰۵:۵۳ |
| ۷.         | «زندگی، رنگ»     |              | ۰۵:۰۱ |
| مجموع مدت: | مجموع مدت:       | مجموع مدت:   | ۳۸:۳۷ |

- قطعه بی‌قرار از این آلبوم تیتراژ پایانی فیلم سینمایی ساکن طبقه وسط به کارگردانی شهاب حسینی است.[۳]

## جوایز و افتخارات
| جشنواره                    | رده                                                              | نتیجه    | منبع  |
| -------------------------- | ---------------------------------------------------------------- | -------- | ----- |
| اولین جشن موسیقی ما (۱۳۹۲) | بهترین آلبوم موسیقی سنتی و اصیل (بخش کارشناسی)                   | برنده    | [ ۴ ] |
| اولین جشن موسیقی ما (۱۳۹۲) | بهترین قطعهٔ موسیقی سنتی و اصیل (بخش کارشناسی) برای قطعه «بی‌قرار» | نامزدشده | [ ۵ ] |
| اولین جشن موسیقی ما (۱۳۹۲) | بهترین طراحی جلد آلبوم                                           | نامزدشده | [ ۶ ] |

## آلبوم تصویری
در سال ۱۳۹۴، دو نسخه آلبوم تصویری و صوتی از کنسرت حریق خزان اجرا شده در مهرماه سال ۱۳۹۲ در تالار وحدت توسط مؤسسه آوای باربد منتشر شد. قطعات این آلبوم به شرح زیر است:
| شماره      | نام                                    | سراینده       | مدت      |
| ---------- | -------------------------------------- | ------------- | -------- |
| ۱.         | «راز»                                  |               | ۰۶:۰۹    |
| ۲.         | «آخرین جرعهٔ جام»                       | فریدون مشیری  | ۴:۲۷     |
| ۳.         | «حریق خزان»                            | فریدون مشیری  | ۲:۴۴     |
| ۴.         | «آواز، پیانو و کمانچه» (غزل شماره ۳۸۷) | سعدی          | ۲:۵۵     |
| ۵.         | «دلی در آتش»                           | هوشنگ ابتهاج  | ۴:۱۷     |
| ۶.         | «آواز بی‌قرار»                          | هوشنگ ابتهاج  | ۳:۰۱     |
| ۷.         | «درد مشترک»                            | احمد شاملو    | ۴:۱۷     |
| ۸.         | «بی خوابی»                             | اخوان ثالث    | ۲:۳۰     |
| ۹.         | «خاطرات»                               |               | ۳:۱۴     |
| ۱۰.        | «ارغوان»                               | هوشنگ ابتهاج  | ۴:۱۲     |
| ۱۱.        | «مرا» (غزل شماره ۵)                    | عطار نیشابوری | ۴:۰۲     |
| ۱۲.        | «ارغوان» (تکرار اجرا)                  | هوشنگ ابتهاج  | ۴:۱۲     |
| مجموع مدت: | مجموع مدت:                             | مجموع مدت:    | ۰۱:۱۴:۵۷ |